# Циклін A2
CCNA2 (англ. Cyclin A2) – білок, який кодується однойменним геном, розташованим у людей на короткому плечі 4-ї хромосоми.  Довжина поліпептидного ланцюга білка становить 432 амінокислот, а молекулярна маса — 48 551.
| 10         |  | 20         |  | 30         |  | 40         |  | 50         |
| ---------- |  | ---------- |  | ---------- |  | ---------- |  | ---------- |
| MLGNSAPGPA |  | TREAGSALLA |  | LQQTALQEDQ |  | ENINPEKAAP |  | VQQPRTRAAL |
| AVLKSGNPRG |  | LAQQQRPKTR |  | RVAPLKDLPV |  | NDEHVTVPPW |  | KANSKQPAFT |
| IHVDEAEKEA |  | QKKPAESQKI |  | EREDALAFNS |  | AISLPGPRKP |  | LVPLDYPMDG |
| SFESPHTMDM |  | SIILEDEKPV |  | SVNEVPDYHE |  | DIHTYLREME |  | VKCKPKVGYM |
| KKQPDITNSM |  | RAILVDWLVE |  | VGEEYKLQNE |  | TLHLAVNYID |  | RFLSSMSVLR |
| GKLQLVGTAA |  | MLLASKFEEI |  | YPPEVAEFVY |  | ITDDTYTKKQ |  | VLRMEHLVLK |
| VLTFDLAAPT |  | VNQFLTQYFL |  | HQQPANCKVE |  | SLAMFLGELS |  | LIDADPYLKY |
| LPSVIAGAAF |  | HLALYTVTGQ |  | SWPESLIRKT |  | GYTLESLKPC |  | LMDLHQTYLK |
| APQHAQQSIR |  | EKYKNSKYHG |  | VSLLNPPETL |  | NL         |  |            |

A: Аланін

C: Цистеїн

D: Аспарагінова кислота

E: Глутамінова кислота

F: Фенілаланін

G: Гліцин

H: Гістидин

I: Ізолейцин

K: Лізин

L: Лейцин

M: Метіонін

N: Аспарагін

P: Пролін

Q: Глутамін

R: Аргінін

S: Серин

T: Треонін

V: Валін

W: Триптофан

Кодований геном білок за функцією належить до фосфопротеїнів. 
Задіяний у таких біологічних процесах як взаємодія хазяїн-вірус, клітинний цикл, поділ клітини, мітоз, поліморфізм, ацетиляція. 
Локалізований у цитоплазмі, ядрі.